# 橿原学院高等学校
橿原学院高等学校（かしはらがくいんこうとうがっこう）は、奈良県橿原市久米町にある私立高等学校。受験生の間での略称は「橿学」（かしがく）。

## 概要
普通科の入試では、2005年度まで特進I類コース、特進II類コース、標準コースでそれぞれ募集していたが、2006年度よりI類・II類は統合され、単に『特進コース』となった。
併願受験者を中心に、特進コースの定員40名の枠に例年700名以上が出願し、倍率は20倍を超え、県内トップである。但し、実際にはかなりの受験者が合格するので、実質的な倍率は例年1.2倍程度である。
特進コースの授業時間は、県下でもトップの長さである。産近甲龍を中心に有名私立大学への進学が多い。
奈良県内の高校で美術科を設置しているのは、橿原学院と奈良県立高円芸術高等学校の2校のみである。
法人を同じくする聖心学園中等教育学校がある。

## 学科
- 普通科　
  - 特進コース
  - 標準コース
- 美術科
  - 絵画コース（日本画・油彩画）
  - デザインコース
  - CGコース

## 部活動
- 野球部
- 陸上競技部
- レスリング部
- 硬式テニス部
- 弓道部
- バスケットボール部
- 漫画研究部
- インターアクト部
- 吹奏楽部
- 放送部
- ダンス部

## 著名な出身者
- 今村孝矢 - ゲームクリエイター
- カズ・オオモリ - ディズニー公式イラストレーター